# Verdrag van Londen (1930)

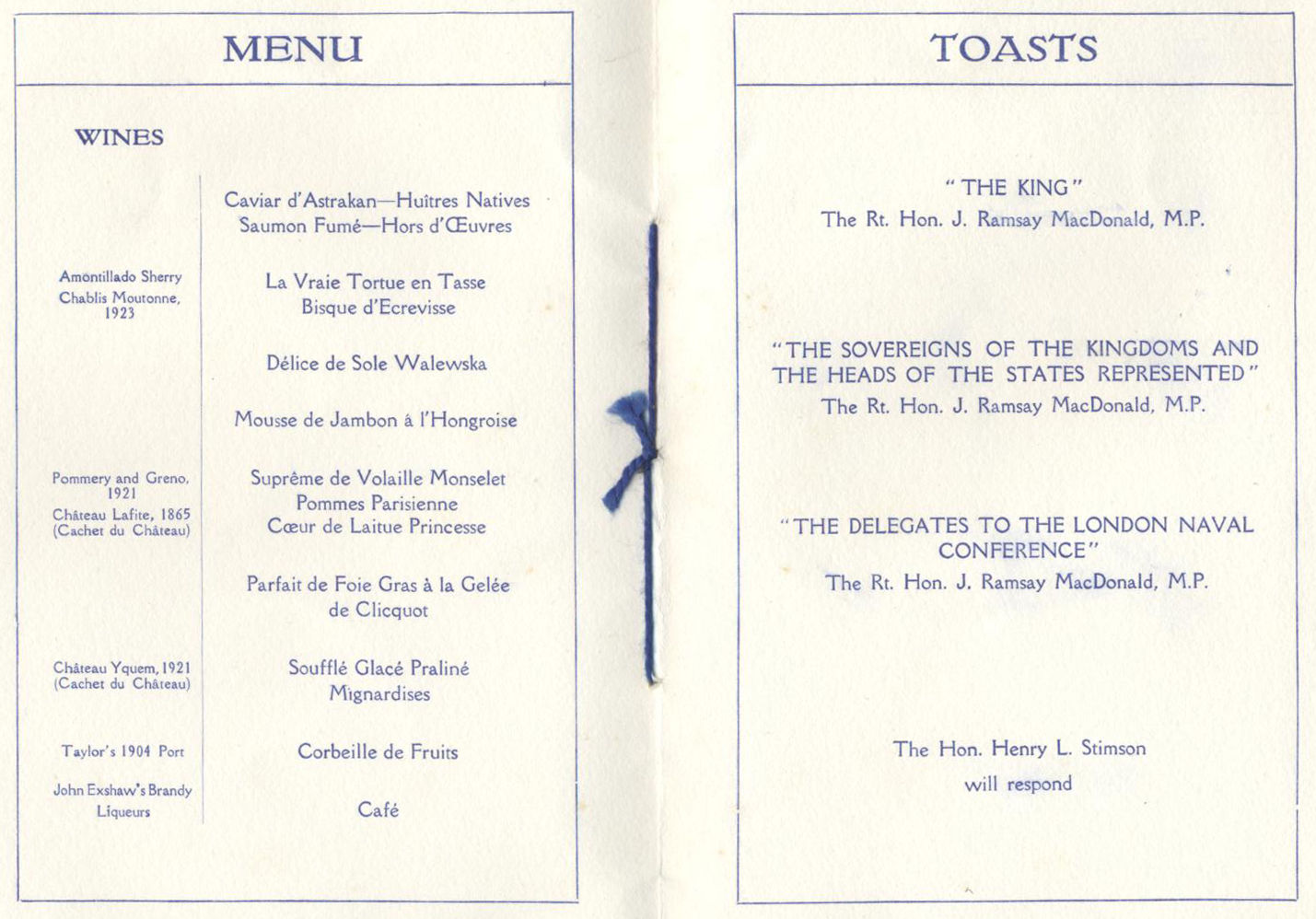
Menu en toespraken tijdens de conferentie

Het Verdrag van Londen was een vlootverdrag, dat op 22 april 1930 werd gesloten tussen de Verenigde Staten, Verenigd Koninkrijk, Frankrijk, Italië en Japan. Het voorzag in een regeling betreffende de sterkteverhouding tussen de oorlogsvloten van de betrokken naties, de toegelaten maximale tonnage van de schepen, alsmede het gebruik van onderzeeboten en vliegdekschepen. Het verdrag was een amendering en gedeeltelijke wijziging van het Verdrag van Washington.
In het verdrag werden voor het eerst nauwkeurige afspraken gemaakt over kruisers en torpedobootjagers. Bepalingen aangaande de maximale tonnages voor deze categorieën schepen betroffen alleen de marines van de V.S., het Verenigd Koninkrijk en Japan.
De belangrijkste regels kwamen op het volgende neer:
1. De verdragspartners kwamen overeen geen nieuwe slagschepen te bouwen voor 1936. Een uitzondering werd gemaakt voor Italië en Frankrijk[1] die vervangende capaciteit, toegestaan onder het verdrag van Washington in 1927 en 1929, hadden uitgesteld.
2. Kruisers zijn gedefinieerd als schepen groter dan 1.850 ton (1.880 metrisch) óf met geschut zwaarder dan 5,1 inch (130 mm);
3. Kruisers werden onderscheiden in een categorie a) met geschut bóven 6,1 inch (155 mm) en b) onder 6.1 inch[2];
4. Torpedobootjagers zijn schepen onder 1.850 ton (1.880 metrisch) en met geschut tot maximaal 5.1 inch (130 mm);
5. De maximale tonnage aan zware kruisers bedroeg 180.000 ton (182.880 metrisch) voor de Verenigde Staten, 146.800 ton (149.149) voor het Verenigd Koninkrijk en 108.400 ton (110.134) voor Japan;
6. De maximale tonnage aan lichte kruisers bedroeg 143.500 ton (145.796 metrisch) voor de Verenigde Staten, 192.200 ton (195.275) voor het Verenigd Koninkrijk en 100.450 ton (102.057) voor Japan;
7. De maximale tonnage aan torpedobootjagers bedroeg 150.000 ton (152.400 metrisch) voor de Verenigde Staten en het Verenigd Koninkrijk en 105.500 ton (107.188) voor Japan;
8. De maximale tonnage aan onderzeeboten bedroeg 52.700 ton (53.543 metrisch) voor elk der drie landen;
9. De Verenigde Staten mochten maximaal 18, het Verenigd Koninkrijk 15 en Japan 12 zware kruisers bezitten;
10. Niet meer dan 16% van het toegestane tonnage aan torpedobootjagers mag schepen betreffen groter dan 1.500 ton (1.524 metrisch);
11. Niet meer dan een kwart van alle kruisers mag voorzien worden van een dek waarop vliegtuigen kunnen landen;

In 1934 liepen verdere besprekingen in Londen over een herziening van het verdrag vast op de eis van Japan een gelijk maximumtonnage te krijgen aan het Verenigd Koninkrijk en de Verenigde Staten, terwijl die landen aan de 5:5:3-verhouding bleven vasthouden. Uiteindelijk werden in december de verdragen van Washington en Londen door Japan eenzijdig opgezegd.